# Eleazer McComb

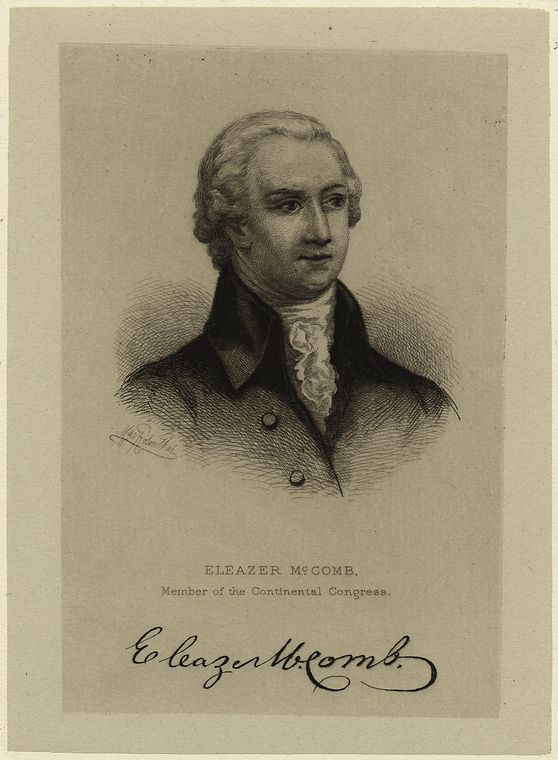
Eleazer McComb

Eleazer McComb (* 11. August 1740 in Cumberland, Province of Maryland; † Dezember 1798 in Wilmington, Delaware) war ein US-amerikanischer Politiker, der als Delegierter aus Delaware am Kontinentalkongress teilnahm.
McComb war vor dem Unabhängigkeitskrieg als Geschäftsmann im Kent County in Maryland und in Dover (Delaware) tätig. Er betrieb Farmen und Warenhäuser; außerdem verdiente er sein Geld mit der Schifffahrt. Im Jahr 1774 wurde er in das Committee of Correspondence im Kent County berufen, das Kontakt mit ähnlichen Gremien aufnahm, um die Loslösung von Großbritannien zu planen. Während des Unabhängigkeitskrieges diente er dann als Captain einer Einheit der Miliz von Delaware.
1779 wurde McComb in den Privy Council, das Beratungsgremium des Präsidenten von Delaware, berufen. Von 1783 bis 1784 gehörte er dann als Vertreter seines Staates dem Kontinentalkongress an, der in dieser Zeit hauptsächlich in Annapolis tagte. Im Jahr 1786 war er in einer Kommission tätig, die sich mit der Planung des Chesapeake and Delaware Canal befasste. Von 1787 bis 1793 stand er dann noch einmal als Kontenprüfer (Auditor of Accounts) in den Diensten des Staates Delaware.
Im Jahr 1792 zog McComb nach Wilmington; 1795 wurde er zum Direktor der Bank of Delaware ernannt. Drei Jahre später zählten er und seine Frau Lydia zu den Todesopfern einer Gelbfieber-Epidemie, die allein in Wilmington fast 300 Menschen das Leben kostete. Seine Tochter Jennette war mit US-Senator Thomas Clayton verheiratet.